# 프랜시스 콜린스
프랜시스 셀러스 콜린스 (Francis Sellers Collins, 1950년 4월 14일 - )는 미국의 유전학자로 미국 국립 보건원 연구소장이다. 버지니아 스탠튼 출신이다.
1970년에 버지니아 대학에서 화학 학사 학위를 취득하고 1974년 예일 대학에서 물리 화학 박사 학위를 취득하고, 1977년 노스캐롤라이나 대학 의과 대학에서 의학 박사 학위를 취득했다. 그 후에는 유전적 결함이나 유전자 지방화의 연구에 종사하고 1993년부터 국제 인간 게놈 프로젝트의 대표를 맡았다.

## 주요 수상 경력
- 1990년 - 가드너 국제 상
- 1992년 - 딕슨 상 의학 부문
- 2001년 - 아스투리아스 왕세자 상 학술 · 기술 연구 부문
- 2002년 ~ 2005년 - 톰슨 로이터 인용 영예상
- 2007년 - 미국 대통령 자유 훈장
- 2008년 - 미국 국가 과학상
- 2010년 - 알바니 메디컬 센터 상
- 2018년 - 워렌 알파트 재단 상
- 2020년 - 템플턴 상

## 직책
- 1998년 미국 예술 과학 아카데미 회원
- 2020년 왕립학회 외국인 회원

## 저작권
- "게놈과 성경 : 과학자, <신>에 대하여 생각하다" 나카무라 노보루 · 나카무라 사치 역, NTT출판, 2008년
- "유전자 의학 혁명 게놈 과학이 우리를 바꾼다", 야노 마치코 역, NHK 출판, 2011년